# Tipula nikkoensis
Tipula nikkoensis är en tvåvingeart som beskrevs av Alexander 1921. Tipula nikkoensis ingår i släktet Tipula och familjen storharkrankar. Inga underarter finns listade i Catalogue of Life.